# 가로돌기
가로돌기(transverse process), 또는 횡돌기(橫突起)는 인체해부학에서 척추뼈의 고리(arch)에서 뻗어져 나온 두개의 구조물이다. 뻗어나오는 위치는 고리판(lamina)과 뿌리(pedicle)가 만나는 장소이다. 가로돌기에는 다양한 근육과 인대가 부착한다.

## 추가 이미지

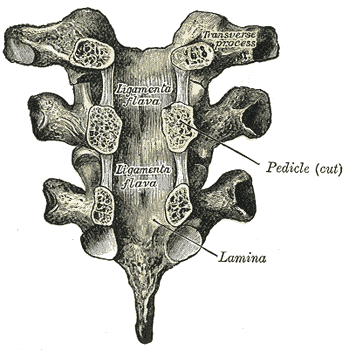
등뼈의 척추뼈고리. 윗모습
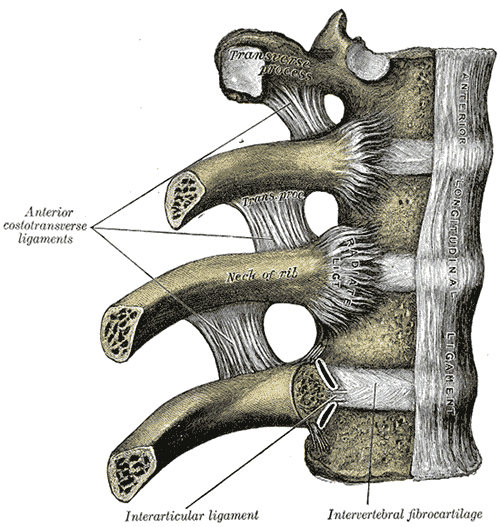
갈비척추관절. 앞모습
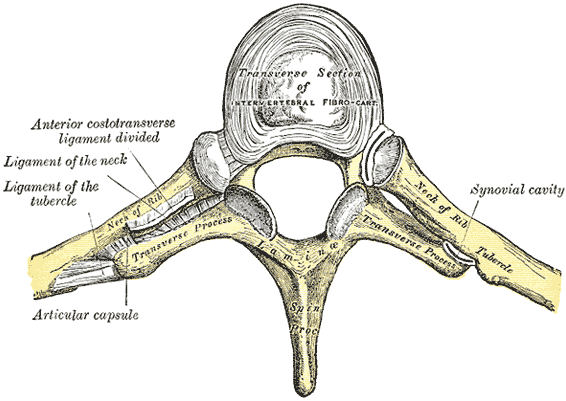
갈비가로관절. 윗모습

## 같이 보기
- 횡돌기극근

## 참고 문헌
- Diab, Mohammad (1999). 《Lexicon of Orthopaedic Etymology》. Taylor & Francis. ISBN 9057025973.
- Platzer, Werner (2004). 《Color Atlas of Human Anatomy, Vol. 1: Locomotor System》 5판. Thieme Medical Publishers. ISBN 3-13-533305-1.